# جاك غولدسميث
جاك غولدسميث (بالإنجليزية: Jack Goldsmith) (و. 1962 – م) هو محاماة، ومحامي من الولايات المتحدة الأمريكية . ولد في ممفيس، تينيسي .

## التعليم
تعلم في جامعة أوكسفورد، وكلية ييل للحقوق.

## مناصب وهيئات
أدار جامعة هارفارد.